# Pseudomacrochenus albipennis
Pseudomacrochenus albipennis är en skalbaggsart som beskrevs av Fernando Chiang 1981. Pseudomacrochenus albipennis ingår i släktet Pseudomacrochenus och familjen långhorningar. Inga underarter finns listade i Catalogue of Life.